# Bathylychnops
Bathylychnops es un género de peces marinos actinopeterigios, distribuidos por aguas abisales del océano Atlántico y océano Pacífico.

## Especies
Existen tres especies reconocidas en este género:
- Bathylychnops brachyrhynchus (Parr, 1937) - Pez-duende de Bahamas
- Bathylychnops chilensis Evseenko, 2009 - Pez-duende chileno
- Bathylychnops exilis Cohen, 1958